# Fils de (film)
Pour les articles homonymes, voir Fils de.
Pour plus de détails, voir Fiche technique et Distribution.
Fils de est un film français réalisée par HPG, sorti en 2014. Il s'agit d'un docufiction avec des éléments de comédie.

## Synopsis
Parallèlement à son activité de hardeur, HPG s'apprête à tourner son prochain film « traditionnel ». Mais face à la crise de son couple et de la quarantaine, face aussi à ses enfants qui font leurs premiers pas, le réalisateur décide d'abandonner le tournage et de faire une mise au point sur sa vie.

## Fiche technique
- Titre : Fils de
- Réalisation : HPG
- Scénario : HPG
- Montage : Léo Lochmann
- Musique : Christophe
- Photographie : Jonathan Ricquebourg
- Producteur : Thierry Lounas et HPG
- Production : Capricci Films et HPG Productions
- Distribution : Capricci Films[1]
- Pays d’origine :  France
- Langue originale : français
- Format : couleur - 2,35:1 - son Dolby numérique
- Genre : documentaire, comédie
- Durée : 70 minutes
- Dates de sortie : 
  - France : 29 octobre 2014

## Distribution
- HPG : lui-même
- Gwenaëlle Baïd : elle-même
- Christophe : lui-même
- Izïa Higelin : elle-même
- Ludovic Berthillot : lui-même
- Alberto Sorbelli : lui-même
- Nina Roberts : elle-même
- Karina Testa : elle-même
- 25 centimètres : lui-même
- Thierry Lounas : lui-même
- William Lebris : lui-même

## Accueil critique
- Jacky Goldberg (Les Inrocks) défend un film « fatalement inégal mais globalement très réussi », qu'il qualifie de « farceur, poétique et, par éclats, très émouvant »[2].
- Jacques Morice (Télérama) salue aussi le « télescopage saugrenu, loufoque, où HPG n'hésite pas à confesser des choses inavouables ». Mais « la gratuité de trop de scènes nuit à cet ovni filmique assez informe »[3].
- Julien Marsa (Critikat) voit dans cet autoportrait, « une figure toujours en mouvement, sujette aux remises en cause et aux débordements, traduisant une générosité permettant d'offrir des rapprochements incongrus »[4].
- Pour Clément Ghys (Libération), HPG s'y montre en « histrion de cette tragicomédie qu'est la masculinité contemporaine »[5].